# Kriva Rijeka
Kriva Rijeka je naseljeno mjesto u sastavu općine Bosanska Dubica, Republika Srpska, BiH.

## Stanovništvo
| Kriva Rijeka       |              |
| godina popisa      | 1991.        |
| Srbi               | 116 (95,87%) |
| Hrvati             | 0            |
| Muslimani          | 0            |
| Jugoslaveni        | 3 (2,48%)    |
| ostali i nepoznato | 2 (1,65%)    |
| ukupno             | 121          |